# Cigaritis impunctata
Cigaritis impunctata är en fjärilsart som beskrevs av Charles Oberthür 1909. Cigaritis impunctata ingår i släktet Cigaritis och familjen juvelvingar. Inga underarter finns listade i Catalogue of Life.